# ميغيل كورتويس
ميغيل كورتويس (بالإسبانية: Miguel Courtois)‏ (بالفرنسية: Miguel Courtois-Paternina)‏ هو كاتب سيناريو ومنتج أفلام ومخرج إسباني وفرنسي، ولد في 1960 في باريس في فرنسا.

## وصلات خارجية
- ميغيل كورتويس على موقع IMDb (الإنجليزية)
- ميغيل كورتويس على موقع أول موفي (الإنجليزية)
- ميغيل كورتويس على موقع قاعدة بيانات الفيلم (الإنجليزية)
- ميغيل كورتويس على موقع كينوبويسك (الروسية)